# حساب سرمایه

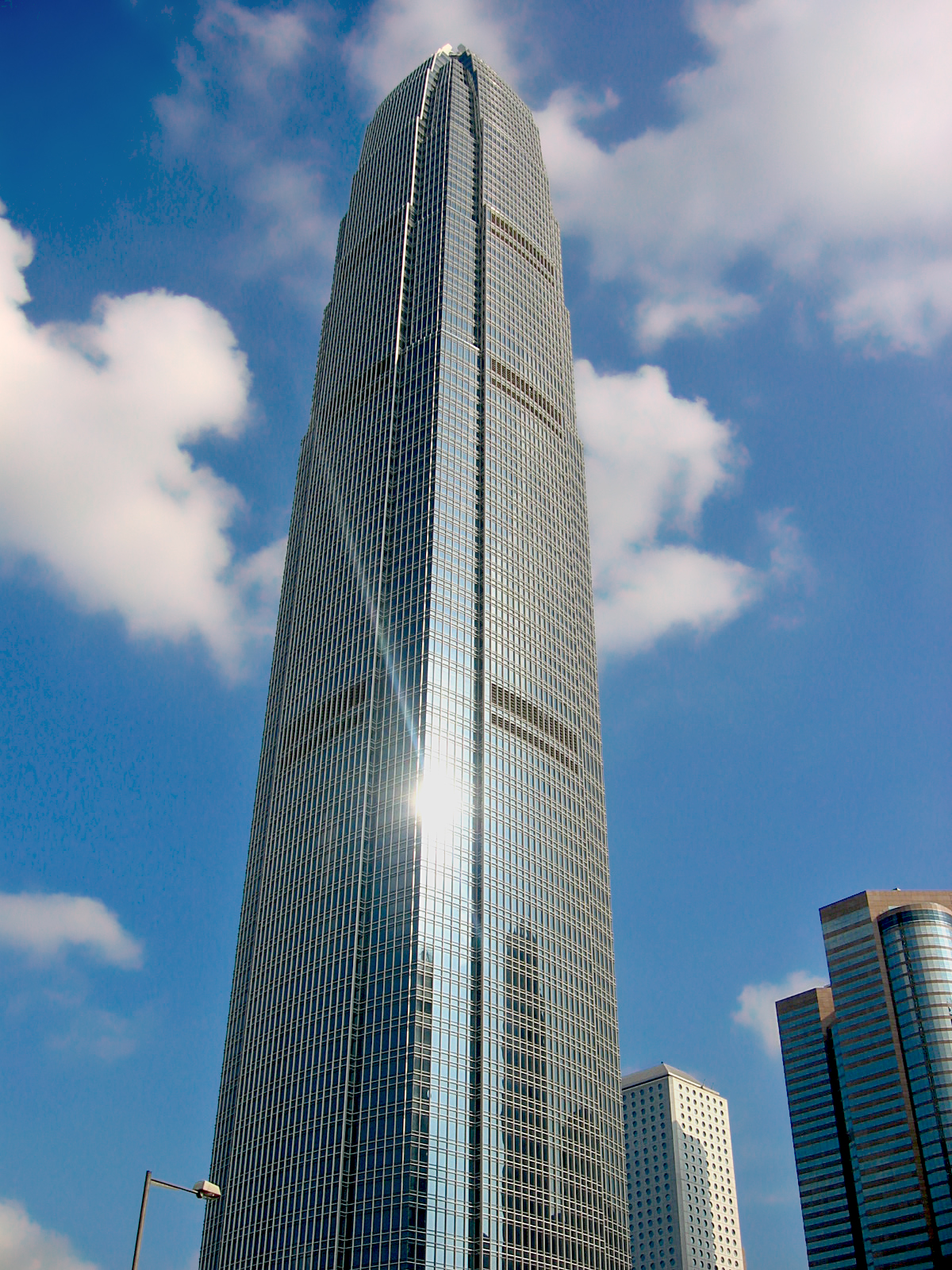
مرکز دارایی بین‌المللی در هنگ‌کنگ که بسیاری از معاملات حساب دارایی اینجا انجام می‌گیرد

در اقتصاد کلان و امور مالی بین‌المللی حساب دارائی یا حساب سرمایه یا حساب مالی یکی از اجزای اصلی تراز پرداخت‌ها است. در حالی که حساب جاری بیانگر درآمد خالص یک ملت است، حساب دارایی بیانگر میزان مالکیت آن ملت به سرمایه موجود است.
هر مازاد در حساب دارایی به معنای جریان داشتن سرمایه به درون کشور است؛ اما برخلاف مازاد در حساب جاری، این مازاد می‌تواند به معنای قرض گرفتن دولت از موسسات و کشورهای دیگر یا فروختن دارایی‌ها به جای درآمد باشد.
هرگونه کسری در حساب دارایی می‌تواند به علت در جریان بودن سرمایه به سوی خارج از کشور باشد؛ اما همچنین می‌تواند به معنای افزایش ادعای یک ملت روی دارایی‌های خارجی باشد.
حساب دارایی می‌تواند به صورت زیر محاسبه شود:
حساب دارایی = تغییرات در مالکیت خارجیان بر دارایی‌های داخلی - تغییرات در مالکیت مردم کشور بر دارایی‌های خارجی
این فرمول می‌تواند به صورت زیر نیز نوشته شود:
حساب دارایی = سرمایه‌گذاری مستقیم خارجی + سرمایه‌گذاری سبد سرمایه‌گذاری (Portfolio Investment) + دیگر سرمایه‌گذاری‌ها + اندوخته سرمایه‌گذاری